# Moritz Kaposi
Moritz Kaposi (Kaposvár (Hungria), 23 de Outubro de 1837 - Viena (Áustria) , 6 de Março de 1902) foi um médico dermatologista e filósofo húngaro que fez a descrição do sarcoma de Kaposi.

## Obras
- Lehrbuch der Hautkrankheiten (1878 with Ferdinand von Hebra)
- Pathologie und Therapie der Hautkrankheiten in Vorlesungen für praktische Ärzte und Studierende (1880)
- Pathologie und Therapie der Syphilis (1881)
- Handatlas der Hautkrankenheiten (1879)
- Idiopathisches multiples Pigmentsarkom der Haut (1872) Arch Dermatol Syph 4:265-73 (artigo original em que descreve o sarcoma de Kaposi).

- Tradução inglesa descrevendo o sarcoma de Kaposi: Kaposi M. Idiopathic multiple pigmented sarcoma of the skin. CA Cancer J Clin 1982;1982(32):342-

## Ligações internas
- Sarcoma de Kaposi